# Glenn Williams
Glenn Williams, född den 18 juli 1977 i Gosford, är en australisk före detta professionell basebollspelare som tog silver vid olympiska sommarspelen 2004 i Aten. Han deltog även vid olympiska sommarspelen 2000 i Sydney.
Williams spelade 2005 för Minnesota Twins i Major League Baseball (MLB).
Williams har även spelat 1994-1999 i Atlanta Braves farmarklubbssystem, 2000-2004 i Toronto Blue Jays farmarklubbssystem och 2005-2007 i Twins farmarklubbssystem.
Williams representerade Australien i World Baseball Classic 2006. Han spelade tre matcher och hade inga hits på sex at bats.